# Глоубетин (станция метро)
«Глоубетин» (чеш. Hloubětin) — станция пражского метрополитена. Расположена на линии B между станциями «Колбенова» и «Райска заграда». Находится в районе Глоубетин, на улице Подебрадска.
Открыта 17 октября 1999 года на действующем участке.

## Характеристика
Станция пилонная глубокого заложения . Имеет один выход, в восточном торце станции, соединённый трёхленточным эскалатором. Путевые стены окрашены в белый, светло-зелёный, зелёный, синий, тёмно-синий и чёрный цвета. Расположена между станциями «Райска заграда» и «Колбенова».